# Équipe de Pologne de football au Championnat d'Europe 2008
Cet article relate le parcours de l’équipe de Pologne de football lors du championnat d'Europe de football 2008, qui a eu lieu du 7 au 29 juin 2008 en Autriche et en Suisse. Dans cette compétition européenne, la première de l'histoire du pays, les Polonais se sont arrêtés au premier tour, concédant deux défaites et un match nul. Le 12 juin, c'est le varsovien naturalisé polonais depuis deux mois, Roger Guerreiro, qui a ouvert le compteur de buts de la Pologne.

## Qualifications
| # | Équipe      | Pts | J  | G | N | P | Bp | Bc | +/- |
| 1 | Pologne     | 28  | 14 | 8 | 4 | 2 | 24 | 12 | +12 |
| 2 | Portugal    | 27  | 14 | 7 | 6 | 1 | 24 | 10 | +14 |
| 3 | Serbie      | 24  | 14 | 6 | 6 | 2 | 22 | 12 | +11 |
| 4 | Finlande    | 24  | 14 | 6 | 6 | 2 | 13 | 7  | +6  |
| 5 | Belgique    | 18  | 14 | 5 | 3 | 6 | 14 | 16 | -2  |
| 6 | Kazakhstan  | 10  | 14 | 2 | 4 | 8 | 11 | 21 | -10 |
| 7 | Arménie     | 9   | 12 | 2 | 3 | 7 | 4  | 13 | -9  |
| 8 | Azerbaïdjan | 5   | 12 | 1 | 2 | 9 | 6  | 28 | -22 |

| Adversaire  | Domicile | Extérieur |
| Portugal    | 2–1      | 2–2       |
| Serbie      | 1–1      | 2–2       |
| Finlande    | 1–3      | 0–0       |
| Belgique    | 2–0      | 1–0       |
| Kazakhstan  | 3–1      | 1–0       |
| Arménie     | 1-0      | 0–1       |
| Azerbaïdjan | 5-0      | 3–1       |

### Buteurs
| # | Joueur                 | Buts |
| - | ---------------------- | ---- |
| 1 | Euzebiusz Smolarek     | 9    |
| 2 | Jacek Krzynówek        | 4    |
| 3 | Radosław Matusiak      | 3    |
| 4 | Jacek Bąk              | 1    |
| 4 | Dariusz Dudka          | 1    |
| 4 | Łukasz Garguła         | 1    |
| 4 | Przemysław Kaźmierczak | 1    |
| 4 | Mariusz Lewandowski    | 1    |
| 4 | Wojciech Łobodziński   | 1    |
| 4 | Rafał Murawski         | 1    |
| 4 | Maciej Żurawski        | 1    |

## Matches de préparation
| Date          | Ville      | Adversaire        | Résultat | Buteurs polonais |
| ------------- | ---------- | ----------------- | -------- | ---------------- |
| 26 mai 2008   | Reutlingen | Macédoine du Nord | 1-1      | Matusiak (84e)   |
| 27 mai 2008   | Reutlingen | Albanie           | 1-0      | Żurawski (3e)    |
| 1er juin 2008 | Chorzów    | Danemark          | 1-1      | Krzynówek (43e)  |

## Maillot
| Couleurs | Rouge et blanc |
| Marque   | Puma           |
| Domicile | Extérieur      |

## Effectif
Le sélectionneur Leo Beenhakker dévoile le mercredi 16 avril 2008 une liste de trente-et-un joueurs. Il donne sa liste définitive des vingt-trois le 28 mai 2008.  
(Nombre de sélections et de buts avant la compétition)
| N°             | Nom                  | Date de Naissance          | Sélections (buts) | Club              |
| -------------- | -------------------- | -------------------------- | ----------------- | ----------------- |
|                | Gardiens             |                            |                   |                   |
| 1              | Artur Boruc          | 20 février 1980 (28 ans)   | 34 (0)            | Celtic Glasgow    |
| 12             | Wojciech Kowalewski  | 11 mai 1977 (31 ans)       | 10 (0)            | Korona Kielce     |
| 22             | Łukasz Fabiański     | 18 avril 1985 (23 ans)     | 8 (0)             | Arsenal           |
|                | Défenseurs           |                            |                   |                   |
| 2              | Mariusz Jop          | 3 août 1978 (29 ans)       | 24 (0)            | FK Moscou         |
| 3              | Jakub Wawrzyniak     | 7 juillet 1983 (24 ans)    | 11 (0)            | Legia Varsovie    |
| 4              | Paweł Golański       | 12 octobre 1982 (25 ans)   | 10 (1)            | Steaua Bucarest   |
| 6              | Jacek Bąk            | 24 mars 1973 (35 ans)      | 94 (3)            | Austria Vienne    |
| 13             | Marcin Wasilewski    | 9 juin 1980 (27 ans)       | 27 (1)            | RSC Anderlecht    |
| 14             | Michał Żewłakow      | 22 avril 1976 (32 ans)     | 76 (2)            | Olympiakos        |
| 23             | Adam Kokoszka        | 6 octobre 1986 (21 ans)    | 7 (2)             | Wisła Cracovie    |
|                | Milieux              |                            |                   |                   |
| 5              | Dariusz Dudka        | 9 décembre 1983 (24 ans)   | 26 (2)            | Wisła Cracovie    |
| 8              | Jacek Krzynówek      | 15 mai 1976 (32 ans)       | 79 (15)           | VfL Wolfsburg     |
| 10             | Łukasz Garguła       | 25 février 1981 (27 ans)   | 12 (1)            | GKS Bełchatów     |
| 15             | Michał Pazdan        | 21 septembre 1987 (20 ans) | 5 (0)             | Górnik Zabrze     |
| 18             | Mariusz Lewandowski  | 18 mai 1979 (29 ans)       | 47 (3)            | Chakhtar Donetsk  |
| 19             | Rafał Murawski       | 9 octobre 1981 (26 ans)    | 9 (1)             | Lech Poznań       |
| 20             | Roger Guerreiro      | 25 mai 1982 (26 ans)       | 2 (0)             | Legia Varsovie    |
|                | Attaquants           |                            |                   |                   |
| 7              | Euzebiusz Smolarek   | 9 janvier 1981 (27 ans)    | 31 (13)           | Racing Santander  |
| 9              | Maciej Żurawski      | 12 septembre 1976 (31 ans) | 71 (17)           | AEL Larissa       |
| 11             | Marek Saganowski     | 31 octobre 1978 (29 ans)   | 23 (3)            | Southampton (D2)  |
| 16             | Łukasz Piszczek      | 3 juin 1985 (23 ans)       | 3 (0)             | Hertha BSC Berlin |
| 17             | Wojciech Łobodziński | 20 octobre 1982 (25 ans)   | 16 (2)            | Wisła Cracovie    |
| 21             | Tomasz Zahorski      | 22 novembre 1984 (23 ans)  | 9 (1)             | Górnik Zabrze     |
| Sélectionneur  |                      |                            |                   |                   |
| Leo Beenhakker | Leo Beenhakker       | 2 août 1942 (65 ans)       |                   |                   |
|                | Blessés              |                            |                   |                   |
|                | Tomasz Kuszczak      | 20 mars 1982 (26 ans)      | 6 (0)             | Manchester United |
|                | Jakub Błaszczykowski | 14 décembre 1985 (22 ans)  | 13 (1)            | Borussia Dortmund |

## La compétition

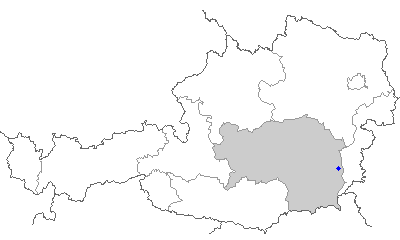
Localisation de Bad Waltersdorf.

### Séjour et hébergement
La délégation polonaise siège à l'Hôtel & Spa Der Steirerhof, hôtel cinq étoiles situé à Bad Waltersdorf en  Autriche, et destiné à l'origine au bien-être et au confort. Le Der Steirerhof comprend 60 000 m² de jardins privés, un domaine spa (six piscines et saunas différents) et un institut de médecine. Les joueurs s'entraînent sur le Thermenstation.

### Résumé
Le 8 juin 2008 lors du premier match de la Pologne dans cet Euro 2008, qui est également le premier de l'histoire de l'équipe polonaise dans une telle compétition, les hommes de Beenhakker s'inclinent face à une Allemagne plus technique. Malgré quelques occasions timides, la Pologne ne parvient pas à recoler au score. Lésée par plusieurs blessures (Żurawski, Piszczek), elle n'entrevoit pas au mieux le reste du tournoi. Le match suivant semble toutefois plus facile, face à la prétendue sélection la plus faible de l'Euro. Dominé durant les trente premières minutes, les Polonais doivent s'en remettre à Artur Boruc pour sauver leurs chances de qualification. Seul joueur à sortir du lot, avec Roger Guerreiro, le gardien du Celtic sort trois balles de but. Le second, tout juste naturalisé, relance complètement la partie, en inscrivant à la trentième minute un but contre le cours du jeu. Libérés, les Polonais prennent confiance, et se ruent le reste de la partie sur le but autrichien. Mais comme en première mi-temps, ce sont les dominés qui sortent le tête de l'eau, et qui dans le temps additionnel égalisent sur pénalty. Match nul donc, logique sur l'ensemble du match, mais cruel pour des Polonais qui semblaient se diriger vers leur première victoire dans un championnat d'Europe. Pour se qualifier, la Pologne doit compter sur une défaite de l'Allemagne, et battre les Croates par un but de plus que le résultat autrichien. Le scénario est contraire, puisque l'Autriche n'obtient toujours pas sa première victoire dans cet Euro, tout comme les Polonais qui s'inclinent un but à zéro. La Pologne, éliminée, est néanmoins déjà qualifiée pour l'Euro 2012, qu'elle organisera chez elle.

### Faits marquants
- 8 juin 2008 :

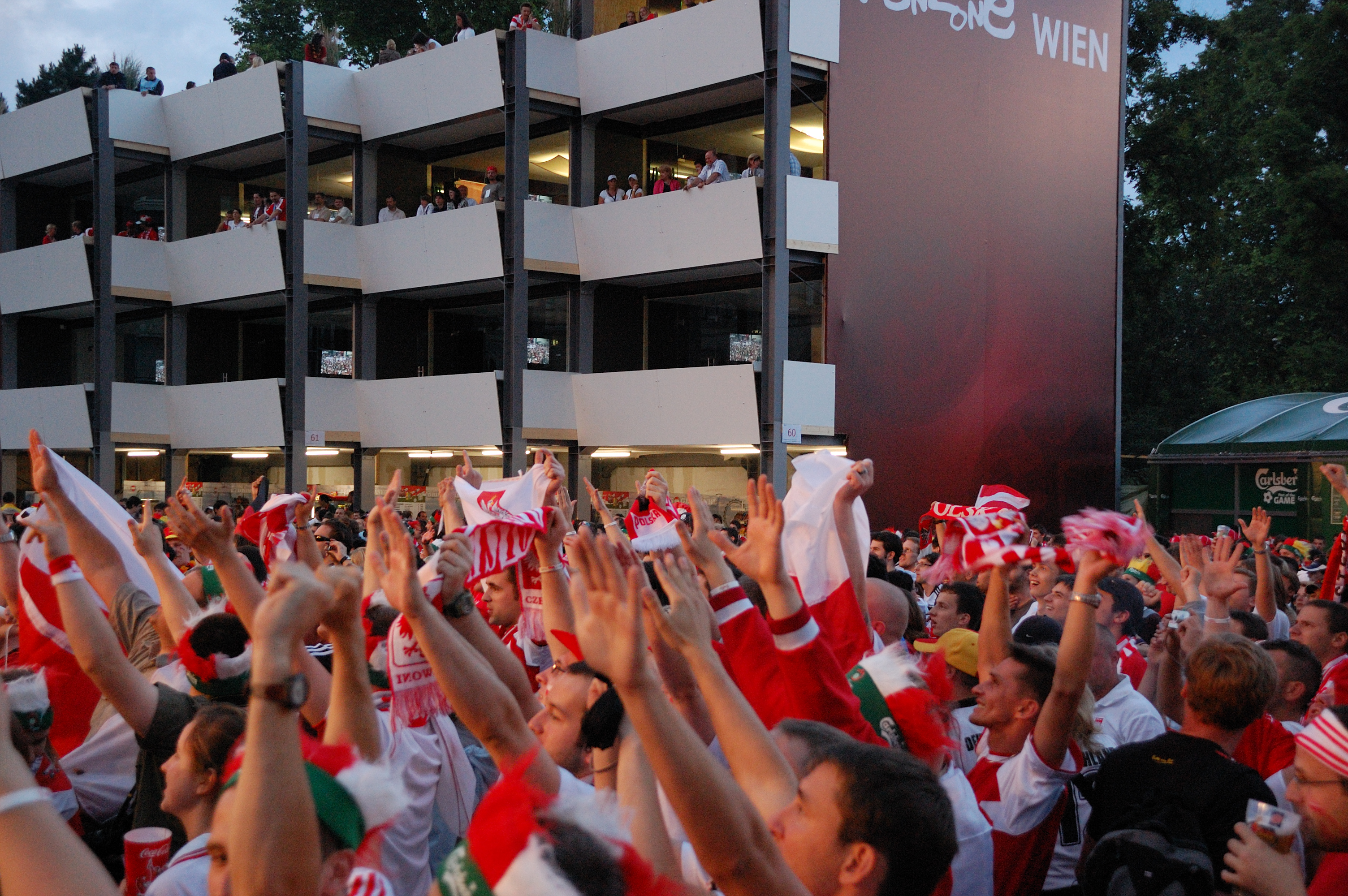
Supporters polonais durant l'Euro 2008.

  - Premier match polonais dans un championnat d'Europe. Défaite deux buts à zéro face aux Allemands.
- 12 juin 2008 :
  - Premier but polonais dans un championnat d'Europe, inscrit par Roger Guerreiro.
  - 96e sélection pour Jacek Bąk, qui bat ainsi l'ancien record de Grzegorz Lato (95).
- 13 juin 2008 :
  - Artur Boruc quitte l'Autriche et Bad Waltersdorf pour Varsovie, où sa femme donnait naissance deux jours plus tôt à un petit Alex.
- 16 juin 2008 : 
  - La Pologne est éliminée à la suite de sa défaite face à la Croatie (0-1).